# Вітебська височина

Вітебська височина

Вітебська височина — височина розташована на північному сході Білорусі, на сході відроги заходять на територію Смоленській області Росії. 
Височина межує з Лучоською низовиною на півдні, Часницькою рівниною на південному заході, Полоцькою низовиною на заході, Городоцькою височиною на північному заході і Суразькою низовиною на північному сході. 
Протяжність із заходу на схід 63 км, з півночі на південь — 40 км. Найвища точка — Горшева гора (296 м над рівнем моря). 
Рельєф височини горбисто-моренний денудований. Центральна частина — могутнє краєве утворення з крупно- і средньогорбистим рельєфом. Поверхня порізана ярами і улоговинами. Поширені камові утворення. В межах височини численні озерні та льодовикові улоговини,  глибокі, вузькі долини річок басейну Західної Двіни. Вітебську височину дренують Лучоса в нижній течії, Вітьба, Вимнянка. Найбільші озера — Вимно і Яновицьке. 
Під ріллею до 35%, під лісом 16% території. Невеликими ділянками збереглися широколистно-ялинові, сосново-ялинові і ялинові ліси. Поширені сіровільхові, осикові, березові ліси. Луки злакові суходільні, злаково-низинні.